# Hasan Šuljak
Hasan Šuljak (Trebinje, 28. veljače 1917.), hrvatski i egipatski novinar, dužnosnik NDH i sirijski diplomat.

## Životopis
Hasan Šuljak rođen je u Trebinju 1917. godine. Mlađi je brat Alije Šuljka. Studirao je pravo i političke znanosti u Zagrebu i Rimu. Do 1941. Hasan Šuljak pripadao je nacionalističkim studentskim krugovima. Bio je pitomac u zagrebačkom konviktu Narodne uzdanice. Bio je novinar dnevnog lista Hrvatski narod. Za vrijeme NDH radio u Glavnom ravnateljstvu za promidžbu a poslije je radio kao nadzornik Državnog izvještajnog i promidžbenog ureda. 1942. godine uređivao je novi muslimanski godišnjak, Hrvat koji je izašao u nakladi državne Nakladne knjižare "Velebit". Za godišnjak su pisali Hasan Šuljak, Smail Balić, Alija Bejtić, Hivzi Bjelevac, Mehmed Ali Ćerimović, Husein Čelebić, Abdurahman Čokić,  Husein Đozo, Ibrahim Hadžić,  Fejzulah Hadžibajrić, Muhamed Hadžijahić, Mustafa Hadžimulić, Mehmed Handžić,  Derviš Korkut, Mehmed Metiljević, Husein Muradbegović, Muhamed Pandža, Hazim Šabanović, Ibrahim Trebinjac, Skender Vranešević i Alija Zvizdić. Vaktiju je izradio Muhamed Kantardžić.
Od 1943. godine radi na zagrebačkoj radiopostaji. Uređivao je prilog "Što drugi pišu", u sklopu emisije "Ustaška riječ". U emisji su objavljivane vijesti koje su izašle u inozemnom tisku. Svibnja 1945. napušta Zagreb i odlazi u Rim. Zbog novinskog rada u NDH protiv njega bio je pokrenut postupak pred Anketnom komisijom za utvrđivanje kulturne suradnje s neprijateljem. Početkom 1947. s bratom Alijiom pokrenuo uspostavu međudržavnih odnosa islamskih zemalja s Vatikanom. 1947. odlazi iz Rima. Boravi u Kairu, potom u Damasku. 1951. odlazi iz Damaska u Bonn kao član sirijskog državnog predstavništva. Godine 1951. bio je pratitetlj sirijskog ministra vanjskih poslova Emira Adel Arslana na prijmu kod pape Pia XII.
Voditelj je dopisništva kairskog Al-Ahrama u Bonnu od 1970. godine. Hrvatsku je, nakon 45 godina emigracije, posjetio 1990. godine. Radio u Njemačkoj i arapskom svijetu na međunarodnom priznanju Republike Hrvatske.